# Cardiodectes frondosus
Cardiodectes frondosus is een eenoogkreeftjessoort uit de familie van de Pennellidae. De wetenschappelijke naam van de soort is voor het eerst geldig gepubliceerd in 1937 door Schuurmans Stekhoven J.H. Jr.